# Chirodropida
Ordre
Chirodropida est un ordre de cuboméduses (cnidaires de la classe des Cubozoa).

## Description et caractéristiques
Cet ordre se distingue par la présence de bases musculaires branchues (pedalium) aux coins inférieurs, d'où sortent généralement des tentacules multiples. On distingue aussi de petites saccules associées à la cavité gastrique. 

## Liste des familles
World Register of Marine Species (22 mai 2015) dénombre trois familles de Chiropropida :
- famille Chirodropidae Haeckel, 1880 (3 genres, dont le redoutable Chironex)
- famille Chiropsalmidae Thiel, 1936 (2 genres)
- famille Chiropsellidae Toshino, Miyake & Shibata, 2015 (2 genres)

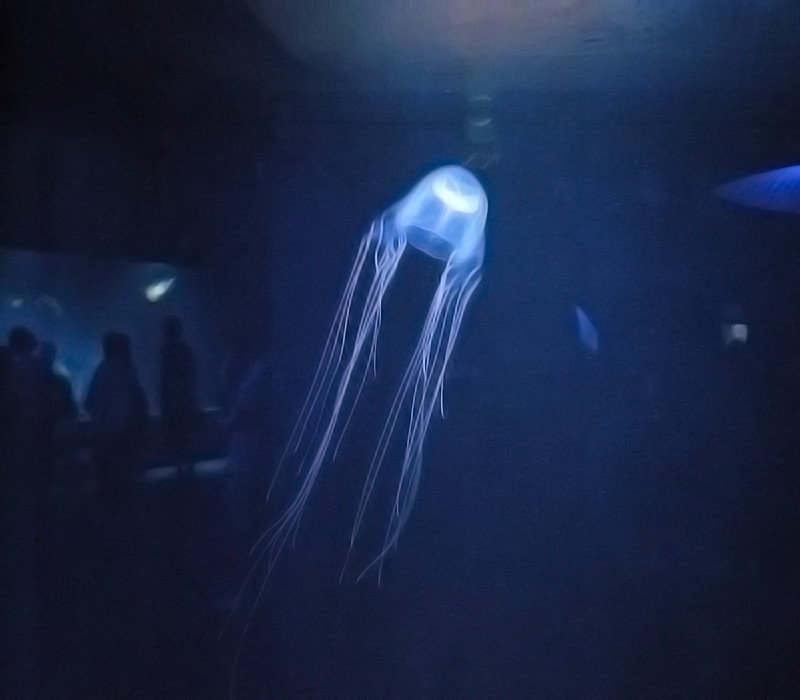
Chiropsalmus quadrigatus, une Chiropsalmidae